# Бериславич, Иваниш
Иваниш (Иван) Бериславич , также известный как Иваниш Берисло (лат. Joannes Berizlo) в Венгрии (хорв. Ivan Berislavić, серб. Иваниш Бериславић); ? — 1514) — деспот Сербии в Среме с 1504 по 1513 год, дважды был Баном города Яйце (1511—1513).
Представитель знатной хорватской дворянской семьи Бериславичей, владевшей поместьями в Славонии.
После смерти Иоанна Бранковича в 1502 году Иваниш женился на его вдове Елене Якшич, и в январе 1504 года взошёл на сербский престол в Среме, получив от венгерского короля титул деспота Сербии. Иваниш стал защитником Православной церкви в Венгрии, а в хартии подписывал себя «милостью Божией сербский деспот».
Иваниш владел населёнными сербами землями в Среме, которые получил от венгерского короля после смерти деспота Иоанна Бранковича, конфискованные венгерским правительством.
Его резиденция была в городе Купиник в Среме. Главной обязанностью Иваниша была охрана южных рубежей Венгрии. Отличился в боях против турок в Боснии.
В 1511 году Иваниш был назначен Баном города Яйце. Поскольку служба эта была тяжёлой, деспот в начале 1513 года обратился к королю Венгрии Уласло II с просьбой освободить его от этой должности, что король и сделал 25 мая 1513 года.
Его сын, Стефан Бериславич, носил титул сербского деспота до своей смерти в битве с турками в 1535 году.
После этого Иваниш Бериславич перестал упоминаться в документах. Считается, что он умер в 1514 году.